# Husarenstück
Als Husarenstück (auch Husarenritt oder Husarenstreich) wird ein geglücktes waghalsiges Unternehmen bezeichnet. Zurückgeführt wird der Ausdruck auf die Ende des 17. Jahrhunderts gegründeten ungarischen Husarenregimenter. Sie hatten die Aufgabe, den Feind auszukundschaften, die feindlichen Marschkolonnen durch kurze Angriffe zu stören und Botendienste zu versehen, was neben der Fähigkeit, eigenverantwortlich zu entscheiden, ein hohes Maß an Mut und Wagnisbereitschaft erforderte.
Namensgebend ist der Berliner Husarenstreich während des Siebenjährigen Kriegs, in dessen Verlauf die preußische Hauptstadt Berlin von kaiserlichen Truppen am 16. Oktober 1757 einen Tag lang besetzt wurde.

## Beispiele

### Das Rust-Abenteuer
Der Flug des 18-jährigen Krankenpflegers Mathias Rust mit einem Sportflugzeug von Helsinki in das Zentrum von Moskau am 28. Mai 1987 war ein spektakuläres Husarenstück, das in seinen Auswirkungen nicht abschätzbar war und nur durch einige das Geschehen begünstigende Zufälle überhaupt gelang: Unvorhersehbaren glücklichen Umständen war es beispielsweise zu verdanken, dass die sowjetische Radarüberwachung versagte und die Flugabwehr den in ihren Luftraum eingedrungenen Flieger nicht abschoss, dass die normalerweise stark frequentierte Große Moskwa-Brücke unweit des Roten Platzes überhaupt eine Landung zuließ und dass der Husarenritt nicht in einem sibirischen Straflager endete.

### Das Unternehmen Eiche

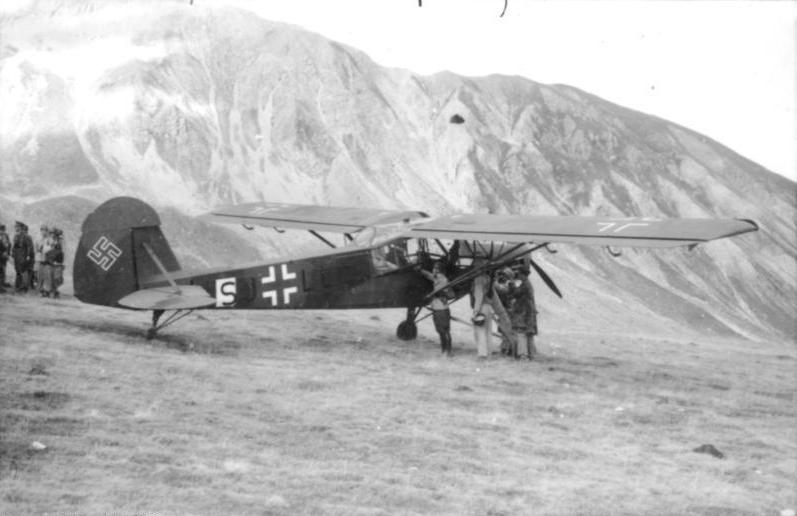
Die Fi 156 während der Befreiung Benito Mussolinis vom Gran Sasso

Der amerikanische Historiker John Toland beschreibt in seiner umfangreichen Hitlerbiografie detailliert die Abläufe um das Kommandounternehmen mit dem Namen „Unternehmen Eiche“ zur Befreiung des auf dem Gebirgszug Gran Sasso internierten Mussolini am 12. September 1943: Danach landete eine Spezialeinheit gut ausgebildeter deutscher Fallschirmjäger mit zehn Lastenseglern überraschend auf dem Plateau um das Hotel, in dem der Duce festgesetzt war, befreite ihn im Handstreich aus den Händen der italienischen Wachmannschaften und entführte ihn in einem halsbrecherischen Manöver mit einem Fieseler Storch, einem für Kurzlandungen und Kurzstarts von 20 bis 50 Metern besonders konstruierten Flugzeugtyp, aus dem Berggelände.

### Die Erstürmung der „Landshut“
Bei der Entführung des Passagierflugzeugs „Landshut“ der Lufthansa am 13. Oktober 1977 durch vier palästinensische Terroristen stand das Leben von 91 Passagieren und Besatzungsmitgliedern auf dem Spiel. Es begann eine fünftägige nervenaufreibende Odyssee für die betroffenen Reisenden unter ständiger Todesbedrohung und enormen physischen Strapazen in der Hitze des Orients über Dubai und Aden nach Mogadischu in Somalia, bis am 18. Oktober 1977 endlich ein der Maschine gefolgtes GSG-9-Kommando, eine Spezialeinheit des deutschen Bundesgrenzschutzes, in einer siebenminütigen Blitzaktion die Landshut stürmen und das Geiseldrama beenden konnte.

## Bewertung
Die Beurteilung waghalsiger Husarenstücke in Öffentlichkeit und Medien reicht von staunender Bewunderung bis zu kopfschüttelndem Unverständnis. Sie hängt wesentlich davon ab, welche Werthaltung mit dem Unternehmen verbunden ist, ob mit dem tollkühnen Husarenritt nur eine spektakuläre selbstmörderische Selbstdarstellung gegeben oder eine erkennbare Wertschöpfung beabsichtigt ist. Der Wagnisforscher Siegbert A. Warwitz unterscheidet dabei zwischen den Phänomenen Thrill und Skill, zwischen abenteuerlichen Veranstaltungen, die nur einen kurzzeitigen  Nervenkitzel anstreben, und solchen, die eine anspruchsvolle Aufgabe mit höchster Kompetenz verantwortungsvoll lösen wollen. Für bestimmte Menschen, wie etwa Zirkusakrobaten oder Stuntleute, wurde die Entwicklung spektakulärer Performances für das Showgeschäft zu ihrem Beruf und die professionelle Ausübung zu ihrem individuellen Markenzeichen.